# Ралф Ентоні Блейклок
Ралф Ентоні Блейклок (англ. Ralph Anthony Blakelock 1915-1963) - британський ботанік.
Фахівець по флорі Близького Сходу, зокрема Іраку. У 1948 році був обраний членом Лондонського Ліннеївського товариства